# Fesques
Fesques é uma comuna francesa na região administrativa da Normandia, no departamento de Sena Marítimo. Estende-se por uma área de 8,65 km². Em 2010 a comuna tinha 129 habitantes (densidade: 14,9 hab./km²).